# West Island (Kokosovi otoci)
Zapadni otok (eng. West Island, malajski: Pulau Panjang, kokosov malajski: Pulu Panjang) je otok i glavni grad australskog teritorija u Indijskom oceanu, Kokosovih otoka. Stalnih žitelja ima oko 120. Manje je naseljen od Home Islanda. Bio je dio plantaže Clunies-Ross, te je aviopista ovdje izgrađena tijekom Drugog svjetskog rata. Pored svih vladinih zgrada, ovdje je i zračna luka, glavna prodavaonica i smještaj za turiste.